# Simpar
Simpar é uma holding brasileira que controla sete empresas atuantes nos setores de logística, mobilidade, saneamento, concessões e serviços financeiros com gestões e operações independentes.

## História
Fundada em 1956 pelo caminhoneiro e imigrante português Julio Simões na cidade de Mogi das Cruzes (SP), a Simpar nasceu da reorganização societária do então Grupo JSL realizada em 2020, que simplificou a estrutura da holding com o objetivo de potencializar o desenvolvimento dos negócios. 

## Atuação
Com mais de 36 mil colaboradores, a Simpar trabalha com foco na perpetuidade de suas empresas - JSL, Movida, Grupo Vamos, CS Brasil, Automob, CS Infra e BBC Digital. Sua cultura sólida, pautada nos valores - devoção por servir, simplicidade, gente, atitude de dono, sustentabilidade e lucro -, refletem o foco no cliente, com gente como diferencial estratégico, atuando na prestação de serviços de alta qualidade e, assim,  construindo de relações  de longo prazo - um dos pilares do desenvolvimento da companhia.
A Simpar contribui com o desenvolvimento de cada empresa por meio de um modelo de gestão único formado por gestores experientes e reconhecidos em cada um dos segmentos em que atua, independência das empresas controladas com absoluto foco na execução do planejamento estratégico para o atingimento das suas metas e objetivos.  
Seguindo as melhores práticas de governança e com o compromisso de traduzir os desafios em oportunidades, a Simpar tem a sustentabilidade no centro da sua estratégia com especial atenção a aspectos da gestão de impacto ambiental e desenvolvimento social das comunidades onde opera.

## Empresas
A Simpar é formada pelas seguintes empresas:
- JSL: empresa com o maior portfólio de serviços logísticos do Brasil e operações em diferentes etapas da cadeia produtiva, em diferentes setores da economia. Presente em sete países, tem como diferencial a customização dos serviços com uso de tecnologia, segurança e eficiência dos ativos em todo o processo logístico, conta ainda com mais de 1 milhão de m² de armazenagem. Também fazem parte da JSL as empresas Fadel, TPC, Transmoreno, Rodomeu e Marvel.
- Movida: empresa de aluguel de carros e soluções em mobilidade urbana. Reconhecida pela inovação no setor de locação no país, é pioneira no aluguel mensal para pessoa física, wifi nos veículos, pré-pagamento e chatbot nas redes sociais. Também atua no varejo com a venda de veículos seminovos (Movida Seminovos) e no mercado corporativo, com a terceirização de frotas para empresas através da CS Frotas. A Movida é a primeira locadora de veículos no mundo, listada em bolsa, a receber a Certificação de Empresa B, fazendo parte de um seleto grupo que tem como modelo de negócios o desenvolvimento socioambiental. No Brasil, é a locadora com maior número de carros elétricos e foi a primeira a ter um programa Carbon Free, que neutraliza as emissões de CO2 das locações dos seus clientes.
- Grupo Vamos: líder no mercado de locação de caminhões, máquinas e equipamentos, com mais de 23 mil veículos locados no país, a Vamos oferece ampla rede de concessionárias Transrio (Caminhões Volkswagen e Ônibus), Fendt (máquinas agrícolas premium), Valtra (máquinas e equipamentos agrícolas) e Komatsu (distribuidor de máquinas e equipamentos de linha amarela), e mais 11 lojas de caminhões seminovos. Além disso, a companhia entrou no ramo de implementos rodoviários com a aquisição de 70% das operações da Truckvan.[8] Em janeiro de 2021, a empresa realizou seu IPO na B3 e já registra reconhecimentos como o Troféu da Transparência (ANEFAC) e o prêmio Melhores e Maiores (Exame) no segmento de Transporte, Logística e Serviços Logísticos.
- CS Brasil: companhia que presta serviços para o setor público e de economia mista com gestão e terceirização, customização, manutenção e operação de frotas (com motorista), soluções para transporte de passageiros, limpeza urbana e comercialização de veículos seminovos das próprias operações.
- Automob: um dos maiores grupos de redes de concessionárias do país, tem presença em 16 cidades, com mais de 40 lojas e 18 marcas (Volkswagen, Fiat, Chevrolet, Honda, Toyota, BMW, Jaguar, Land Rover, Mini, Peugeot, Citroen, Renault, Chery, Kia, Jeep, Hyundai e Volvo). Em novembro de 2021 a empresa fez aquisições estratégicas com a Rede Sagamar e a UAB Motors.[9][10] No mês de maio de 2022 adquiriu a rede de concessionárias do Grupo Green por R$ 128 milhões.[11]
- BBC Digital: empresa de serviços financeiros da Simpar, o BBC Digital está a serviço do ecossistema da Simpar e, em dezembro de 2021, recebeu a autorização do Banco Central para operar como banco múltiplo incluindo carteiras comercial, de crédito, financiamento e investimentos, além de conta digital. Com novos produtos e soluções financeiras, a instituição amplia os seus serviços e avança na estratégia de ser um diferencial estratégico dentro do grupo.[12]
- CS Infra: empresa de gestão de concessões de longo prazo, atua em serviços ligados à infraestrutura logística, mobilidade e saneamento. Controladora da Ciclus Ambiental, uma das maiores companhias da América Latina no setor de gestão integrada e valorização de resíduos sólidos.[13] Também é responsável pela gestão, operação e ampliação da rodovia Grãos do Piauí (Transcerrados), pelos terminais 12 e 18 do Porto de Aratu (BA) e pelo BRT (ônibus de trânsito rápido) em Sorocaba (SP).

## Sustentabilidade
A Simpar tem a sustentabilidade no centro da sua estratégia. Traduzir os desafios da agenda ESG em oportunidades para suas empresas é um compromisso da holding, desde suas origens, mantendo o cuidado e a atenção às comunidades onde seus negócios estão inseridos.
A holding e as suas controladas têm comitês de sustentabilidade dedicados a contribuir com diversas ações e indicadores socioambientais, além de apoiar na promoção da participação das empresas do grupo em agendas e desenvolvimento de boas práticas com instituições que debatem o tema.
Presente no ISE (B3) e signatária do Pacto Global da ONU desde 2014, a Simpar foi a primeira empresa do seu setor no mundo a emitir um Sustainability-Linked Bond (janeiro/21). Em 2021, foi certificada com o grau máximo do Programa Brasileiro GHG Protocol, que quantifica emissões de Gases de Efeito Estufa (GEE) e, com as suas empresas - JSL, Vamos, CS Brasil, Movida e Original Concessionárias - recebeu o Selo de Ouro, que reconheceu os inventários de 2020 com o mais alto nível de qualificação de acordo com as informações das organizações.
No mesmo ano, a Simpar obteve avaliação B no Carbon Disclosure Project (CDP), o que contribuiu com a entrada da holding na carteira ISE (B3) e pontuação 51 no Corporate Sustainability Assessment (CSA), importantes indicadores de sustentabilidade.

## Social
O Instituto Julio Simões, atual braço social da Simpar, foi fundado em 2006 pelo imigrante e empresário português Julio Simões. O Instituto foi criado para desenvolver projetos socioculturais, com objetivo de melhorar a qualidade de vida de motoristas profissionais e das comunidades onde a Companhia atua. A instituição apoia dezenas de ações culturais, ambientais e sociais em todo o Brasil. Apenas em 2021, os projetos do Instituto Julio Simões impactaram mais de 3000 pessoas.
Já o Centro de Memória e Cultura Julio Simões, localizado na sede da Simpar em Mogi das Cruzes (SP), é um espaço dedicado à história do fundador da empresa, Julio Simões, e sua exposição contém fotos, documentos, objetos históricos e celebra a trajetória do empreendedor. Mantido pelo Instituto Julio Simões, o centro oferece um tour virtual em seu website.